# Les Confessions d'un assassin financier
 (4 mai 2014).
Les Confessions d'un assassin financier - Révélations sur la manipulation des économies du monde par les États-Unis est la traduction en français du livre Confessions of an Economic Hit Man écrit par John Perkins et publié en 2004. Perkins y relate sa carrière dans la firme de consultants Chas. T. Main (en) de Boston. 
Avant d'être engagé par la firme, l'auteur affirme avoir passé une entrevue pour un travail à la National Security Agency (NSA). Perkins affirme que cette entrevue a servi de test pour devenir ce qu'il nomme un « assassin financier » (economic hit man). 
Selon Perkins, il a commencé à écrire Confessions of an Economic Hit Man dans les années 1980.

## Contenu
Perkins soutient qu'une certaine élite aux États-Unis souhaite construire un empire planétaire, défini par les présidents Lyndon Johnson et Richard Nixon. Pour ce faire, ils ont constitué un groupe de consultants qui utilisent les organisations financières internationales pour créer les conditions permettant d'assujettir des nations à cet empire par l'endettement économique auprès d'organismes comme le FMI et la Banque mondiale. La tâche de ces consultants est de justifier et d'argumenter la conclusion par des États d'énormes prêts internationaux dont l'argent finira, déduction faite des sommes destinées à la corruption des élites locales, sur les comptes en banques de grandes sociétés d'ingénierie et de construction américaines. Les besoins en liquidités ayant été au préalable surévalués par ces consultants, l'État se révèle incapable de payer sa dette et en sujétion vis-à-vis du créancier. Cette position de pouvoir permettant ensuite d'exiger à l'État sujet l'établissement de bases militaires, un vote favorable aux Nations unies ainsi qu'une loyauté politique en général ou l'accès à d'éventuelles richesses pétrolières et autres ressources naturelles. Il qualifie ces méthodes de mafieuses.
Parfois ces prêts prennent la forme pernicieuse d'une aide au développement, ce que critique Perkins comme étant motivée par la cupidité. Il s'attaque d'ailleurs au bien-fondé de cet idéal, se demandant si le monde entier peut vivre avec le même train de vie que les États-Unis en sachant que les ressources sont limitées et exprime des doutes sur la viabilité et le suprématisme du système dominant, étant donné sa piètre qualité de vie et ses hauts taux statistiques de suicides, divorces, abus de drogues, dépressions et crimes.
Il désigne le dollar comme pierre angulaire de l'empire global en expliquant que c'est le fait qu'il soit la principale monnaie internationale qui permet la pérennité de ce système. Tous ces prêts à fonds perdus risqueraient, pour un autre créancier, de provoquer une banqueroute, mais les États-Unis impriment de l'argent qui n'est pas soutenu par l'étalon-or, juste par la confiance internationale dans l'économie américaine et, précisément, son empire global. Les États-Unis peuvent ainsi accumuler une immense dette nationale (début 2003, 6 trillions de $). Il prévoit un possible effondrement de ce système si une nouvelle monnaie internationale devait remplacer le dollar comme monnaie de transaction et si les créanciers des États-Unis demandaient le remboursement de leur dette dans une autre monnaie, par exemple l'euro.
Il explique que lorsque les « assassins financiers » comme lui échouent dans leurs plans, des tueurs à gages font leur apparition, les « chacals » et assassinent les personnes faisant obstacle aux ambitions américaines. Puis, en dernier recours, si les assassins échouent aussi, des soldats américains sont envoyés au combat, suivant une stratégie d'impérialisme classique. Pour Perkins, l'invasion de l'Irak en 1990 fut décidée avec la libération du Koweït comme prétexte, non comme but, le but étant de détrôner Saddam Hussein qui n'avait pas accepté de jouer un rôle de marionnette de cette stratégie de sujétion à l'empire global à cause de son nationalisme.
Il nie tout apport aux théories du complot, soutenant que personne ne peut jeter le blâme sur une conspiration quelconque car, bien que l'empire global dépende de l'efficacité des banques, des compagnies et des gouvernements, l'ensemble de la population permet cette existence étant donné qu'elle travaille aussi pour ces sociétés et consomme les produits qu’elles commercialisent, bien qu'il soit plus facile de jeter le blâme sur un bouc émissaire. Pour lui, l'élite qui travaille pour l'empire global est une simple association d'intérêts et de croyances communes, non de comploteurs maléfiques.
Il soutient la vision politique du président américain Jimmy Carter, considéré comme le président américain le plus proche des idéaux des insurgés de 1776 et raille celle de Ronald Reagan qualifié « d'acteur habitué à se faire diriger ». Il dénonce Robert McNamara comme étant l'homme qui a permis de transformer la Banque mondiale en un moyen d'asservissement du tiers monde à l'empire global.

### Méthodes de manipulation économiques
Il s'agit de justifier l'endettement d'un pays en prétextant une future augmentation du Produit national brut (PNB). Le projet économique ayant pour résultat la plus forte croissance annuelle moyenne du PNB devait l'emporter sur les autres. Pour ce faire, Perkins décrit la « méthode Markov de modélisation économétrique » comme ayant été développée sous sa supervision par un mathématicien du Massachusetts Institute of Technology (MIT), le docteur Nadipuram Prasad, pour soi-disant prévoir l'impact d'un investissement infrastructurel sur le développement économique. L'avantage de convaincre par des calculs complexes est que seul un économètre doué et ayant du temps devant lui pourrait contester une affirmation issue de cette méthode. Perkins dénonce la nature trompeuse du PNB : celui-ci peut croître même s'il ne profite qu'à une seule personne dans un pays. Il peut croître, même si seuls les riches s'enrichissent, même si le fardeau de dettes prive ses plus pauvres citoyens de soins de santé, d'éducation et d'autres services sociaux durant des décennies.

## Réactions
En septembre 2009, Oussama ben Laden aurait fait référence au livre dans un enregistrement audio.
Le département d'État américain a affirmé que les thèses de Perkins n'avaient aucun fondement et qu'il n'était qu'un théoricien de la conspiration de plus.

### Sources bibliographiques (en anglais)
- New Confessions and Revelations from the World of Economic Hit Men, John Perkins, 2007-03-15.
- Confessions of an Economic Hitman(Video interview of author, John Perkins [Kinetic Reaction])
- John Perkins talks about his book with NOW's David Brancaccio (video), 2005-03-04.
- Confessions of an Economic Hit Man: How the U.S. Uses Globalization to Cheat Poor Countries Out of Trillions, Interview with Amy Goodman, Democracy Now!, 2004-11-09.
- In hock to Uncle Sam, The Guardian, Nick Lezard, 2006-02-10.
- Recipe for empire, New Statesman, March 6, 2006, Paul Kingsnorth
- The sinister side of U.S. biz; Confessions of an Economic Hit Man by John Perkins, The Capital Times (Madison, Wisconsin), July 29, 2005, By Judie Kleinmaier
- Incapable catharsis, The Weekend Australian, February 18, 2006, Matthew Bright
- Hit and Miss; There are good reasons "the mainstream media" has ignored John Perkins' Confessions of an Economic Hit Man, East Bay Express (California), February 1, 2006.
- Undermining poor nations in the name of profit, The Boston Globe, February 8, 2006, by Michael Langan
- A miss not a hit, Sunday Times (London), March 5, 2006, David Charters
- Confessions--or Fantasies-- of an Economic Hitman, US Department of State
- Conscience, confession from an agent of greed, The Seattle Times, January 22, 2006, Steve Weinberg
- A hit man repents, The Guardian, 2006-01-28.